# رونی سورما
رونی سورما (انگلیسی: Ronny Surma؛ زادهٔ ۱۷ آوریل ۱۹۸۸) بازیکن فوتبال اهل آلمان است.
از باشگاه‌هایی که در آن بازی کرده‌است می‌توان به باشگاه فوتبال دینامو درسدن، باشگاه فوتبال لوکوموتیو لایپزیگ، و باشگاه فوتبال هانوفر ۹۶ اشاره کرد.